# Jacques-Emile Sontag
Jacques-Emile Sontag (ur. 7 czerwca 1869 w Dinsheim-sur-Bruche, zm. 27 lipca 1918 w Urmai) – francuski duchowny rzymskokatolicki, misjonarz, w latach 1910-1918 arcybiskup Isafanu. Zginął śmiercią męczeńską z rąk Turków. 

## Życiorys
Jacques-Emile Sontag urodził się 7 czerwca 1869 roku w Alzacji w skromnej rodzinie biednych farmerów. W 1883 wstąpił do Zgromadzenia Lazarytów. Wyświęcony na prezbitera w wieku 26 lat 8 czerwca 1895 rok później wyruszył na misję do Persji. Już w 1897 został przełożonym domu zakonnego w Teheranie a 13 lat później 13 lipca 1910 mianowany delegatem apostolskim w Persji oraz pierwszym arcybiskupem Isafanu. Zamordowany 27 lipca 1918 wraz z arcybiskupem Toma Audo podczas masakry chrześcijan zwanej Seyfo.  